# سبییخا د لا خارا
سبییخا د لا خارا (به اسپانیایی: Sevilleja de la Jara) یک شهرستان در اسپانیا است که در استان تولدو واقع شده‌است.

## خصوصیات
سبییخا د لا خارا ۲۳۴ کیلومترمربع مساحت و ۹۰۷ نفر جمعیت دارد و ۶۶۵ متر بالاتر از سطح دریا واقع شده‌است.